# Chaetosphaeriaceae
Die Chaetosphaeriaceae sind eine Familie der Schlauchpilze, die in einer eigenen Ordnung Chaetosphaeriales stehen. Die Vertreter der Familie sind Saprobionten, häufig besiedeln sie Holz.

## Merkmale
Häufig sind kleine, dunkle Perithecien als Fruchtkörper ausgebildet. Die Fruchtkörper werden an der Oberfläche oder im Substrat gebildet. Sie sind kugelig bis verkehrt birnenförmig. Es gibt nur wenige Paraphysen oder sie fehlen ganz. Sie sind einfach und septiert. Die Asci sind zylindrisch bis keulenförmig, unitunicat. Ein Apikalring ist vorhanden oder fehlt. Die Ascosporen sind ellipsoidisch, septiert, häufig durchscheinend (hyalin) und besitzen einen Keimschlitz. 
Die Fruchtkörper sind üblicherweise mit hyphomycetischen Anamorphen assoziiert. Die Konidien entstehen enteroblastisch-phialidisch.

## Systematik
Die Familie wurde erst 1999 aufgestellt und in die Ordnung Sordariales gestellt. 2004 wurde sie in eine eigene Ordnung Chaetospaeriales gestellt. Zur Familie gehören nach Eriksson 2006 sieben Gattungen:
- Ascochalara
- Australiasca
- Chaetosphaeria
- Lecythothecium
- Melanochaeta
- Porosphaerella
- Striatosphaeria

## Belege